# رانلاغ، تاسمانیا
رانلاغ (به انگلیسی: Ranelagh) یک شهرک در استرالیا است که در تاسمانی واقع شده‌است.